# Elliot Stenmalm
Elliot Stenmalm (* 4. Mai 2002 in Växjö) ist ein schwedischer Handballspieler. Der 2,00 m große linke Rückraumspieler spielt seit dem Sommer 2024 für den schwedischen Erstligisten IFK Kristianstad und steht zudem im Aufgebot der schwedischen Nationalmannschaft.

## Karriere

### Verein
Elliot Stenmalm lernte das Handballspielen in seiner Heimatstadt bei Växjö HF. Im Jahr 2018 wechselte er zum Redbergslids IK nach Göteborg. In der Saison 2019/20 gab er seinen Einstand in der ersten schwedischen Liga, der Handbollsligan, in der er fünf Tore in 21 Spielen warf. Bereits in seiner zweiten Spielzeit erzielte der Rückraumspieler 149 Treffer in 26 Partien. In der Saison 2021/22 konnte er seine Leistung bestätigen und wurde mit 172 Toren in 25 Spielen Torschützenkönig.
Ab der Saison 2022/23 stand Stenmalm beim polnischen Spitzenklub KS Kielce unter Vertrag. 2023 gewann er die polnische Meisterschaft. In der EHF Champions League 2022/23 verlor er mit Kielce das Endspiel gegen den SC Magdeburg mit 29:30 nach Verlängerung, konnte dabei allerdings verletzungsbedingt nicht mitwirken. Im November 2023 kehrte er nach Schweden zu Ystads IF HF zurück. Im Sommer 2024 wechselte er zum Erstligisten IFK Kristianstad.

### Nationalmannschaft
Mit der  schwedischen U-19-Nationalmannschaft belegte Stenmalm den 7. Platz bei U-19-Europameisterschaft 2021. Gemeinsam mit dem Slowenen Mitja Janc wurde er mit 61 Toren Torschützenkönig sowie zusätzlich ins All-Star-Team gewählt.
In der schwedischen A-Nationalmannschaft debütierte er beim 32:28 gegen Polen am 6. November 2021 in Kristianstad. Insgesamt bestritt er vier Länderspiele, in denen er zwei Tore erzielte.

## Privates
Sein älterer Bruder Philip ist ebenfalls Handballnationalspieler.